# Picasa
Picasa是一套應用軟體，用於整理和編輯數位相片，起先由Idealab所創。Picasa原為一家位於美國加利福尼亞州帕薩迪納的公司，提供數位相片自動化管理服務，並發行同名軟體。2004年7月，Google公司收購Picasa並開始提供免費下載，該公司生產的即時通訊工具Hello也一併歸Google所有。
2016年2月，Google宣布自2016年3月16日起停止對Picasa的更新與支援，同時在5月1日終止Picasa網路相簿照片共用服務，此外還將停止對部分Picasa API的支援。

## 特色
Picasa的名字來源於著名藝術家畢卡索，它的目標是讓使用者通過一次點擊就可以完成複雜的任務，比如顏色過濾、消除紅眼等。它也提供幻燈片放映、打印以及特別的圖像時間線功能。
用戶可以把圖片組成相冊，把相冊集合成收藏集。通過拖放的操作就可以完成圖片的放置。圖片可以改變大小再輸出，以方便作為電郵附件或者打印之用。Picasa還提供一些專業的尺寸規格供選擇。
Picasa亦允許用户為相冊编制自己的插件或程序。目前官網有三個示範，分別是Picnik、Booksmart和ShoZu。Picnik可以使用戶透過浏览器编辑相片，Booksmart能將相冊中的照片编成一本书，ShoZu能使用戶透過手机上传图片至Picasa相冊。
Picasa还可以直接显示编辑RAW格式文件。類似的軟件包括蘋果的iPhoto以及Adobe的Photoshop Elements。

## 版本歷史

### Windows
- 1.618 2004年7月 - Google接手以後第一個免費下載的Picasa版本
- 2.0.0 (build 18.77) 2005年1月 - 很多新功能，包括一個自動的相片收集整理工具，以及進一步和Hello以及Google的Blogger服務整合。
- 2.0.0 (build 18.84) 2005年6月8日－修復bug
- 2.1.0 (build 27.54) 2005年9月19日－簡體中文版本；9月20日－繁體中文版本
- 2.2.0 (build 28.20) 2006年1月26日－新增了25種新的語言界面、支持Internet Explorer 7、UNC路徑驅動器問題現已解決。
- 2.5.0 (builds 32.01至32.71) 2006年6月12日包含Picasa網路相簿支持的Beta版
- 2.6.0 (build 36.19.0) 2007年1月Picasa網路相簿支持的正式版
- 2.7
  - Build 36.37－2007年4月24日
    - 新的RAW格式處理引擎，修正新的顏色調整引擎
    - 加入對Google Photos Screensaver的支援。
    - 改善BlogThis! 的可靠性。

  - Build 36.40－2007年5月3日
    - 對RAW的次要更新
    - 支持更多種型號的相機
    - 更新國際安裝的版本號碼

  - Build 36.60－2007年6月26日
  - Build 37.23－2007年8月21日
    - 加入7種額外語言的支援：克羅地亞語，捷克語，希臘語，匈牙利語，葡萄牙語（葡萄牙）、羅馬尼亞語、烏克蘭語。

  - Build 37.29－2007年9月13日
    - 加入對來自Canon 40D RAW圖片的支援。
    - 修正某些RAW圖片呈現過度曝光的問題。
    - 恢復使用Ctrl-Alt進行全螢幕預覽。
    - 修正上載到Picasa網路相簿會立即導致「連線失敗」錯誤的問題。

  - Build 37.32－2007年10月2日
    - 修正損毀的AVI檔案會造成當機的問題。
    - 修正會導致「此帳戶未啟用Picasa網頁相簿」錯誤的問題。

  - Build 37.36－2007年10月30日
    - 加入11種額外語言的支援：保加利亞語、加泰羅尼亞語、菲律賓語、印尼語、拉脫維亞語、立陶宛語、塞爾維亞語、斯洛伐克語、斯洛文尼亞語、泰語、越南語。

  - Build 37.49－2008年3月6日
    - 改善對新Intel晶片的效能。
    - 匈牙利語和中文的翻譯修正。
    - 修正從網路攝影機捕捉影像時導致錯誤的問題。

  - Build 37.64－2008年8月21日
- 3.0
  - Build 57.19－2008年9月2日
    - Picasa 3.0最初公開測試版釋出。[1]

  - Build 57.22－2008年9月16日
  - Build 57.24－2008年9月23日
    - 修正錯誤。
    - 更新數臺相機的RAW支援，包括：Canon 1000D和Powershot A720、Nikon D700，以及Olympus E-520。
    - 增加YouTube檔案大小的上載限制到1GB。

  - Build 57.41－2008年10月25日
  - Build 57.44－2008年10月25日
  - Build 57.53－2008年11月20日
- 3.1
  - Build 70.71－2008年12月16日
    - 現在有38種語言可供使用 －最近加入對北印度語的支援。
    - 加入在上傳至Picasa網路相簿時，出現"Sign in required to view"（需登入以檢視）的選項。此選項允許你和指定的使用者分享。
    - Ability to click and drag on an image or folder to scroll up and down.
    - Sharpen now has a slider for more fine-grained control.
    - 文字編輯現在有對齊方式的選項。
    - 修正許多在同步和上傳裡的錯誤。

  - Build 70.73－2009年1月8日
    - 改善某些語言的商店特色 (Shop feature)。
    - 修正對支援MAPI電子郵件的錯誤。
    - 改善上傳至Picasa網路相簿，減少重試。
    - 加入對OpenType字型的支援。

  - Build 71.18－2009年3月23日
    - 加入對ICC色彩設定檔的支援。
    - 加入在儲存時顯示不銳利影像的修正─也應用在光暈與膠捲粒紋的效果。
    - 更新對新型相機的RAW支援

  - Build 71.28－2009年4月14日
    - 加入對從右到左書寫的希伯來與阿拉伯語言的支援測試。
    - 增加從Picasa到Picasa網路相簿的視訊上載限制至1GB的檔案大小，但不限制持續上載的時間長度。

  - Build 71.32－2009年4月15日
    - 修正阻礙Picasa執行的錯誤。

  - Build 71.36－2009年4月23日
  - Build 71.40－2009年4月28日
    - 修正在外語版本裡重疊的流量統計文字問題。

  - Build 71.43－2009年5月4日
    - 修正影響馬賽克風格美術拼貼排版的問題。
- 3.5
  - Build 79.67 - 2009年9月22日
    - 請注意這次僅釋出英文版。

  - Build 79.69 - 2009年9月30日
    - 修正通用的服務條款，在安裝到非英文Windows版本上時會顯示易被混淆的字句。

  - Build 79.74 - 2009年10月15日
  - Build 79.81 - 2009年9月30日
- 3.6
  - Build 95.18 - 2009年12月8日
  - Build 95.25 - 2009年12月15日
  - Build 105.41 - 2010年2月23日
    - 新增了38種語言。
- 3.8
  - Build 115.45 - 2010年8月18日
    - 面部電影；
    - 批量从Picasa将照片上传到Picasa Web Albums；
    - 整合Picnik。
- 3.9
  - Build 135.83 - 2011年11月14日
    - 與 Google+ 社交圈的成員分享
    - Google+ 上的 Picasa 名稱標記
    - 最新相片編輯效果
    - 並排編輯

### Linux
- 自2006年6月起，Picasa推出第一个Linux版，并能在多数linux版本上使用。它通过Windows API模拟出一个Win32的环境，程序还是跟Windows版本没有很大区别，只是比较Windows版本缺少了一些功能。他的後台是Wine软件，已经集成进去，因此Linux版本的Picasa不需要调用和修改系统中的Wine软件设置。
- 2007年11月21日，適用於Linux的Picasa 2.7 (Build 37.3607,0)候選版釋出。[2]
- 2008年4月16日，Google加入適用於Linux的Picasa 2.7 (Build 37.3615, 0)到他們的Linux儲藏庫。
- 2008年10月，Google加入適用於Linux的Picasa 3.0測試版到他們的Linux儲藏庫。
- 2012年4月20日，Google宣布不继续对Picasa的linux版本进行维护支持。

### Mac OS X
在2009年1月5日，Google釋出了第一個提供給Mac的Picasa測試版（僅有以Intel為基礎的Mac）。此外，可取代iPhoto的外掛程式，以此上傳至Picasa網路相簿主機的服務。也有針對OS X 10.4或以後的獨立Picasa網路相簿上傳工具。
- 3.0.0.310－2009年1月5日
- 3.0.1－2009年1月6日
- 3.0.2－2009年1月22日
- 3.0.3－2009年1月30日
- 3.0.4－2009年3月2日
- 3.0.5－2009年5月4日
  - 更新對新相機的RAW支援：
    - Canon EOS 5D Mark II
    - Canon EOS 50D
    - Canon PowerShot G10
    - FujiFilm IS Pro
    - Nikon D90
    - Nikon COOLPIX P6000
    - Pentax K2000
    - Panasonic DMC-FZ28
    - Panasonic DMC-LX3
    - Panasonic DMC-FX150
    - Panasonic DMC-G1